# خداع بونزو

خداع بونزو البصري: يبدو الخط الأصفر الخلفي أطول، مع إن كلا الخطين متساويان بالطول.

وهم بونزو أو وهم سكة القطار (بالإنجليزية: Ponzo illusion) أحد أنواع الخداع البصري، تم تسميته نسبةً إلى مكتشفه النفساني الإيطالي ماريو بونزو عام 1911، حيث يعتمد هذا النوع على وجود خطين مرسومين على منظور لسكة قطار، فيبدو الخط الأمامي في نموذج بونزو أقصر من الخط الخلفي مع أن طولهما واحد.